# Guldmalar
Guldmalar, Lithocolletinae, är en underfamilj i insektsordningen fjärilar som delas in i tre släkten, Cameraria, Macrosaccus och Phyllonorycter. Larverna lever som minerare i blad av olika buskar och träd. Som fullbildade, eller imago, är styltmalar små och slankt byggda fjärilar med smala vingar och långa antenner och ben. Vingspannet är mellan 4 och 20 millimeter.
I Sverige finns 51 arter i 2 släkten.